# Сан Салвадор (департамент)
Сан Салвадор (на испански: San Salvador) е един от 14-те департамента на централноамериканската държава Салвадор. Намира се в западноцентралната част на страната. Площта му е 886,1 квадратни километра, а населението – 1 817 579 души (по изчисления за юни 2020 г.). Столицата на департамента е Сан Салвадор, който също е и националната столица.

## Общини
Департаментът се състои от 19 общини, някои от тях са:
1. Апопа
2. Делгадо
3. Росарио де Мора
4. Сан Мартин
5. Сан Салвадор
6. Санто Томас